# Kikity

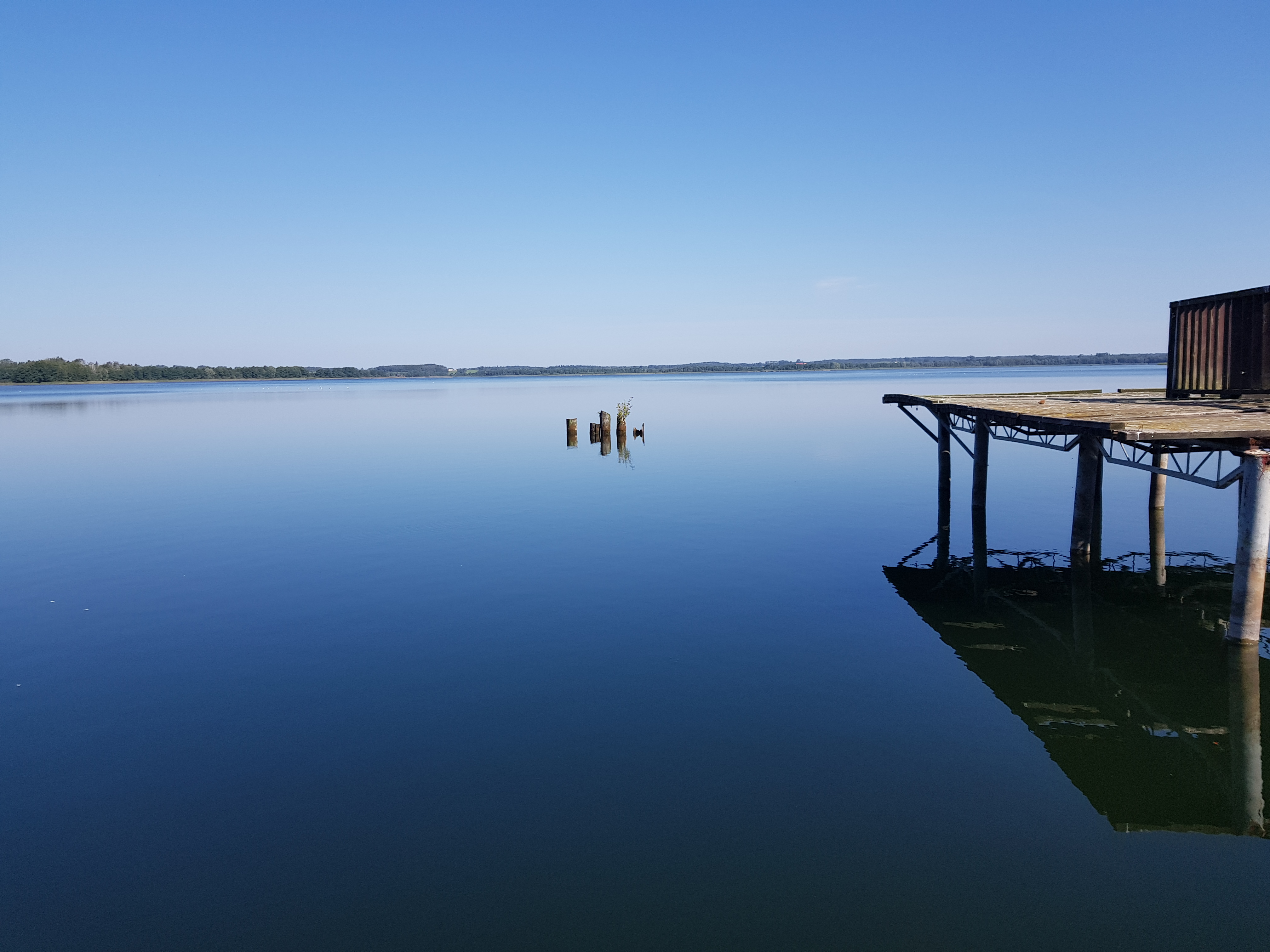
Jezioro Luterskie, widok z plaży w Kikitach.

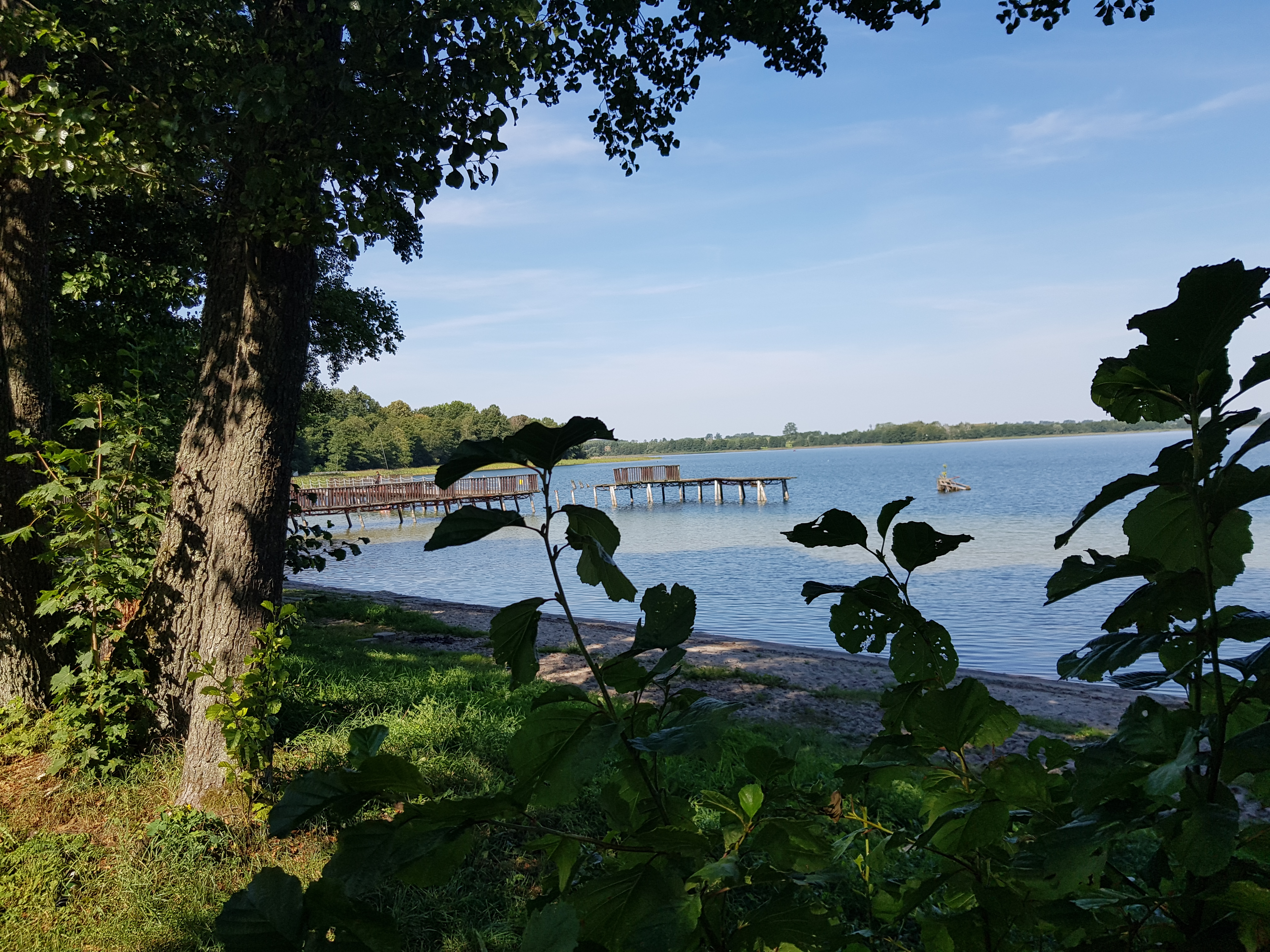
Plaża w Kikitach.

Kikity (niem. Kekitten) – wieś w Polsce położona w województwie warmińsko-mazurskim, w powiecie olsztyńskim, w gminie Jeziorany, nad Jeziorem Luterskim.
1,5 km w kierunku południowo-zachodnim od wsi znajduje się jezioro Kikity.
W latach 1975–1998 miejscowość administracyjnie należała do województwa olsztyńskiego. Wieś znajduje się w historycznym regionie Warmia.
Przez wieś przebiega droga wojewódzka 593. W pobliskim lesie ośrodek wypoczynkowy służby więziennej "Kormoran", położony nad brzegiem Jeziora Luterskiego.
Obecnie znajduje się tam ośrodek wypoczynkowy.
We wsi jest także prywatne lądowisko o trawiastym pasie przeznaczone do lądowań niedużych samolotów silnikowych, szybowców i motolotni.